# Мацуре
Мацуре су биле српско племе које је живело на територији Црне Горе која је данас позната као Шекулар. Као и друга племена Црне Горе, била су или асимилована или протерана. Већина научника их сматра српским пореклом. Данас је њихово име сачувано у локалним српским легендама и митовима.

## Порекло и етимологија
Као и сва друга несловенска племена Црне Горе, и Мацуре су Словени потпуно асимилирали или протерали. Мацуре је у Црној Гори постао дерогативан термин, што је случај и са називима других покорених и прогнаних племена Лужана, Букумира, Матаруге и других.
Продором Османлија у српску Деспотовину и Зету, Мацуре, Матаруге и Кричи су мигрирали у два правца. Први је био преко источне и средње Босне, у западну и северозападну Босну. Други је био преко Херцеговине и Далмације.
Милан Шуфлај, хрватски историчар и књижевник први је поставио хипотезу да су Мацуре албанског порекла. Српски историчар, универзитетски професор и академик Владимир Ћоровић изнео је хипотезу да је једна од могућности да су Мацуре у сродству са албанским Мацарке или Мацреке или можда српско племе са севера из области Мазура.
Јован Ердељановић, српски етнолог је веровао да су Мацуре влашког порекла чије име потиче од неке римске речи чија је основа била „маз”.
Мацуре може бити у вези са српском речју „маца” (изведено од мацола) што значи велики чекић, али се користи и за описивање веома снажног јер ову реч и данас у Црној Гори користе да описују снажног човека изговарањем „Јак ко маца! или Маца од чо'јека”. Такође, уобичајено је пронаћи српске речи које су словенског корена и завршавају се на „уре“, на пример љуштуре (што значи вишеслојност), и ђевојчуре (множина: девојке). Ово би могло указивати да порекло имена Мацуре означава јаке људе.

## Легенда
Мацуре се спомињу у српским легендама и митовима. Према српским предањима, то су били високи и снажни људи. Српска легенда каже да су када су први пут видели снег дошли у Сињајевину у Црној Гори и направили снежну грудву како би је показали пријатељима, а она се отопила у њиховим рукама.
Према Ердељановићу, топоним Мацур-јама нна територији Пипера води порекло од имена племена Мацуре. Реч Мацуровине (у преводу  ливада), име Мацур (забележено 1575. године) и презиме Мацура (забележено од 17. века) потиче од имена племена Мацуре.